# أورلاندو (لاعب كرة قدم)
أورلاندو هو لاعب كرة قدم أنغولي في مركز حراسة المرمى، ولد في 25 فبراير 1966. شارك مع منتخب أنغولا لكرة القدم. أما مع النوادي، فقد لعب مع الترجي الرياضي التونسي.

## وصلات خارجية
- أورلاندو (لاعب كرة قدم) على موقع ناشيونال فوتبول تيمز (الإنجليزية)